# Szolnok (stacja kolejowa)
Szolnok (węg: Szolnok vasútállomás) – stacja kolejowa w Szolnoku, w komitacie Jász-Nagykun-Szolnok, na Węgrzech.
Jest ważnym węzłem kolejowym, obsługującym pociągi w kierunku: Budapesztu (Nyugati i Keleti), Záhony, Békéscsaba, Hatvan, Kiskunfélegyháza, Vámosgyörk, Kecskemét i Szentes.
Stacja oprócz ważnego węzła komunikacji pasażerskiej, jest także wielką stacją rozrządową z terminalem kontenerowym.

## Linie kolejowe
- Linia kolejowa 82 Hatvan–Szolnok
- Linia kolejowa 86 Vámosgyörk – Újszász – Szolnok
- Linia kolejowa 100 Budapest – Cegléd – Szolnok – Debrecen – Nyíregyháza
- Linia kolejowa 120 Budapest – Újszász – Szolnok – Lőkösháza
- Linia kolejowa 130 Szolnok – Hódmezővásárhely – Makó
- Linia kolejowa 145 Szolnok – Kiskunfélegyháza

## Transport publiczny
Stacja jest obsługiwana przez liczne linie autobusowe.